# エビデンス -全滅-
『エビデンス -全滅-』（エビデンス -ぜんめつ-、原題：Evidence）は、2013年制作のアメリカ合衆国のホラー映画。『THE 4TH KIND フォース・カインド』のオラトゥンデ・オスンサンミ監督。PG12指定。

## あらすじ
ラスベガスへ向かっていた長距離バスが郊外の砂漠地帯で事故に遭い立ち往生した末、乗客たちが何者かに惨殺される事件が発生した。奇跡的に2人の生存者が救出されるが、錯乱状態に陥っていた。地元警察の刑事ダニエルとバーケスは、現場から回収された被害者が撮影したと思われる映像を手がかりに犯人を特定しようとする。
リアンとレイチェルはそれぞれ女優と映画監督を志し、希望に満ち溢れていた2人はラスベガスへ向かうべく例の長距離バスに乗り込む。ところが、バスは道中の郊外の砂漠地帯で事故に遭い、立ち往生してしまう。途方に暮れるリアンとレイチェルら乗客たちと運転手は、鉄仮面をかぶり巨大バーナーを持った殺人鬼に襲われ、次々と惨殺されていく。

## キャスト
※括弧内は日本語吹替。
- ダニエル・リース刑事：スティーヴン・モイヤー（福田賢二）
- アレックス・バーケス刑事：ラダ・ミッチェル（高森奈緒）
- レイチェル・ブロディ：ケイトリン・ステイシー（坂井恭子）
- リアン・フッドプラット：トーレイ・デヴィート（平野夏那子）
- ベン・タトル：ハリー・レニックス（藤沼建人）
- ヴィッキー・マカロヴァ：スヴェトラーナ・メトキナ（志摩淳）
- カトリーナ・フライシュマン：デイル・ディッキー（宮崎智栄子）
- タイラー・モリス：ノーラン・ジェラード・ファンク（矢野正明）
- ジェンソン巡査：アムル・アミーン（山本兼平）
- ゲイブ・ライト：バラク・ハードリー（河合みのる）
- スティーヴン・リー：アルバート・クオ（白川周作）
- オリヴィア・スペンス：ヴェリティ・ブランコ（綾川深咲）